# NGC 6822
NGC 6822（Caldwell 57）は、いて座にある棒状構造の見られる不規則銀河である。局所銀河群に属している。1881年にアメリカの天文学者エドワード・エマーソン・バーナードによって発見された。発見者であるバーナードの名前をとってバーナードの銀河ともいう。
ハッブルのVと呼ばれるガス雲が存在し、研究者による観測も行われている。